# ألان سنيدون
ألان سنيدون (بالإنجليزية: Alan Sneddon)‏ (12 مارس 1958 في المملكة المتحدة - ) هو لاعب كرة قدم إسكتلندي في مركز الدفاع. لعب مع نادي سلتيك ونادي ماذرويل ونادي هيبرنيان ونادي إيست فيف.

## وصلات خارجية
- ألان سنيدون على موقع قاعدة بيانات كرة القدم.إي يو (الإنجليزية)